# 李健俊
李健俊（韓語：이건준），韓國電視劇導演。

## 作品列表

### 電視劇
- 2002年：KBS《人魚公主》
- 2003年：KBS《迷迭香》
- 2005年：KBS《愛情中毒》
- 2008年：KBS《我被你迷倒了》
- 2010年：KBS《九尾狐：狐狸小妹傳》
- 2015年：KBS《拜託了，媽媽》

### 總製作人作品
- 2013年：KBS《劍與花》
- 2016年：KBS《住在我家的男人》
- 2017年：KBS《完美的妻子》
- 2017年：KBS《學校2017》[1]
- 2018年：KBS《Radio Romance》
- 2018年：KBS《波濤啊，波濤啊》
- 2018年：KBS《你也是人類嗎》
- 2019年：KBS《山茶花開時》

### 助理導演作品
- 2001年：KBS《人生多美好》

## 外部連結
- NAVER （页面存档备份，存于）

1. ↑  . 搜狐网.   [2016-11-05]. （原始内容存档于2020-04-18）.